# San Vicente la Mesilla
San Vicente la Mesilla es una localidad del estado mexicano de Chiapas. Es parte del municipio de Tzimol.

## Toponimia
El nombre «San Vicente» hace referencia al santo patrono de la localidad: San Vicente Ferrer.

## Demografía
| Gráfica de evolución demográfica |
|                                  |

| Censo | Población |
| ----- | --------- |
| 1960  | 30        |
| 1970  | 486       |
| 1980  | 754       |
| 1990  | 1 903     |
| 2000  | 2 318     |
| 2010  | 2 604     |
| 2020  | 2 971     |